# Biegi narciarskie na Zimowych Igrzyskach Olimpijskich 1980 – sztafeta kobiet
Bieg sztafetowy kobiet podczas Zimowych Igrzysk Olimpijskich 1980 w Lake Placid został rozegrany 21 lutego. Wzięło w nim udział 32 zawodników z ośmiu krajów. Mistrzostwo olimpijskie w tej konkurencji wywalczyła reprezentacja NRD w składzie: Marlies Rostock, Carola Anding, Veronika Hesse i Barbara Petzold. 

## Wyniki
| Pozycja | Kraj                                                                                           | Czas                                           | Strata   |
| ------- | ---------------------------------------------------------------------------------------------- | ---------------------------------------------- | -------- |
|         | NRD · Marlies Rostock · Carola Anding · Veronika Hesse · Barbara Petzold                       | 1:02:11,10 15:50,64 15:39,52 15:18,23 15:22,71 | -        |
|         | ZSRR · Nina Bałdyczowa · Nina Roczewa · Galina Kułakowa · Raisa Smietanina                     | 1:03:18,30 15:52,78 16:03,83 15:50,06 15:31,63 | +1:07,20 |
|         | Norwegia · Brit Pettersen · Anette Bøe · Marit Myrmæl · Berit Aunli                            | 1:04:13,50 16:08,65 15:56,61 16:15,91 15:52,33 | +2:02,40 |
| 4.      | Czechosłowacja · Dagmar Švubová · Gabriela Svobodová · Blanka Paulů · Květa Jeriová            | 1:04:31,39 16:38,43 15:54,20 16:12,23 15:46,53 | +2:20,29 |
| 5.      | Finlandia · Marja Auroma · Marja-Liisa Hämäläinen · Helena Takalo · Hilkka Riihivuori          | 1:04:41,28 16:52,95 16:17,13 15:53,27 15:37,93 | +2:30,18 |
| 6.      | Szwecja · Marie Johansson · Karin Lamberg · Eva Olsson · Lena Carlzon-Lundbäck                 | 1:05:16,32 16:19,53 16:14,45 16:13,75 16:28,59 | +3:05,22 |
| 7.      | Stany Zjednoczone · Alison Owen-Spencer · Beth Paxson · Leslie Bancroft · Lynn Spencer-Galanes | 1:06:55,41 17:03,63 16:42,78 16:24,52 16:44,48 | +4:44,31 |
| 8.      | Kanada · Angela Schmidt-Foster · Shirley Firth · Esther Miller · Joan Groothuysen              | 1:07:45,75 17:10,74 16:51,37 17:07,96 16:35,68 | +5:34,65 |